# Johanne (Schiff, 1876)
Die Johanne war eine deutsche Bark, die 1881 im Atlantik verloren ging.

## Geschichte
Das Schiff lief auf der Werft Gerhard Wempe in Elsfleth am 25. Juli 1876 vom Stapel. Bei einer Länge von 42,9 m, Breite von 8,8 m und einem Tiefgang von 5,3 m war das Schiff auf 592 Registertonnen vermessen.
Die Johanne wurde in Nord- und Ostsee sowie im Atlantik eingesetzt. Am 22. August 1881 wurde sie im Atlantik im sinkenden Zustand von ihrer Besatzung aufgegeben, hierbei versank ihre Ladung von Petroleum und Tabak in Kisten. Die Mannschaft wurde von dem Schoner William Wilson aufgenommen. Am nächsten Tag wurde das treibende Wrack auf Position 29° Nord, 57° West von dem amerikanischen Schoner Helen F. Simmons angetroffen. Bei der Durchsuchung des Wracks fand der Kapitän der Helen einen Zettel mit der Information, dass die Johanne bereits am 16. August in einem Orkan entmastet worden und voll Wasser gelaufen war.